# اوهاد نولر
اوهاد نولر (بالعبرية: אוהד קנולר‏) هو ممثل إسرائيلي، ولد في 28 سبتمبر 1976 في إسرائيل.

## أعمال

### أفلام
- (2005) ميونخ[2]
- (2006) ذا بوبل[3]
- (2007) أفعال محظورة
- (2007) الشقيف
- (2018) العملية الأخيرة[4]

## وصلات خارجية
- اوهاد نولر على موقع IMDb (الإنجليزية)
- اوهاد نولر على موقع قاعدة بيانات الأفلام العربية
- اوهاد نولر على موقع ألو سيني (الفرنسية)
- اوهاد نولر على موقع أول موفي (الإنجليزية)
- اوهاد نولر على موقع قاعدة بيانات الأفلام السويدية (السويدية)
- اوهاد نولر على موقع قاعدة بيانات الفيلم (الإنجليزية)
- اوهاد نولر على موقع كينوبويسك (الروسية)